# 天宮ぽらん
天宮 ぽらん（あまみや ぽらん、3月22日 - ）は、日本のイラストレーター。青森県出身。女性。
以前はドレン・チェリー名義で活動していた。現在はオービットでCARNELIANらと活動している。

## 来歴
幼少の頃から2人の姉とともにオリジナル漫画やイラストを描いたりして育つ。アニメや漫画も好きで、特に『あさりちゃん』や『ガンダム』『うる星やつら』に影響を受けたとしている。他にも風景画や理科の教科書のイラストが好きで、将来はイラスト関係の仕事に就きたいと志すようになる。
その後専門学校に進学。ここで共通の友人を介して知り合ったのが、後にオービットの同僚となるCARNELIANである。CARNELIANから『同級生』や『ATLAS2』を勧められたことで、ゲーム業界への関心を持ったと話している。
卒業後とあるデザイン会社に就職したが、2年ほど経った頃、既にゲーム業界でデビューしていたCARNELIANに「一緒にゲームを作ろう」と誘われデザイン会社を退職し、ゲーム業界への転向を決意。『カードオブディスティニー』（digiANIME）にてドレン・チェリー名義（当時）でプロデビューを果たす。

## 作品
- カードオブディスティニー（digiANIME、2001年1月26日、ドレン・チェリー名義）
- ひまわりの咲くまち（フェアリーテール、2002年2月8日、ドレン・チェリー名義）
- モルダヴァイト（CLOVER、2002年12月20日、ドレン・チェリー名義）
- 海のむこうのれすとらん
- MIMI
- きると 貴方と紡ぐ夢と恋のドレス
- 桃華月憚